# Death Dealer

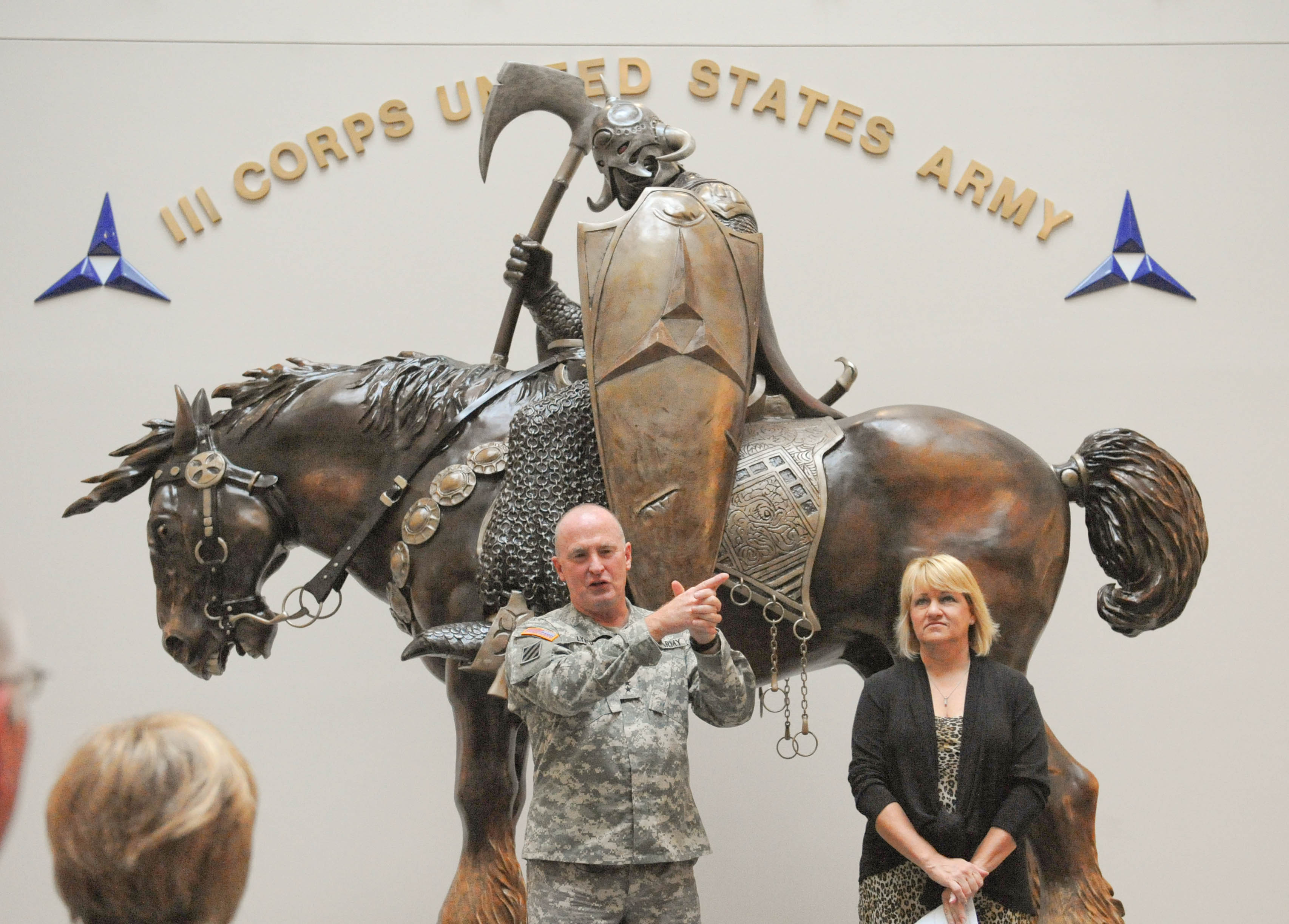
Death Dealer mascotte du IIIe corps de l'US Army

Death Dealer est une peinture de Frank Frazetta, réalisée en 1973. Elle dépeint un guerrier menaçant, couvert d'une armure et monté sur un destrier noir. Il est coiffé d'un casque à cornes et son visage est masqué par les ombres, seuls ses yeux rouges luisants sont visibles. Il porte une hache ensanglantée dans la main droite, et un bouclier dans la main gauche.
Cette œuvre, très célèbre dans le milieu de l'Heroic fantasy, a inspiré un grand nombre de produits dérivés : bandes dessinées, romans, figurines, pochette de disque, etc.
Frank Frazetta réalisa par la suite 5 autres peintures reprenant son célèbre personnage (Death Dealer II, III et IV en 1987, Death Dealer V en 1989 et Death Dealer VI en 1996).
Le Death Dealer, et plus particulièrement sa monture, aurait également inspiré Kokuoh, le colossal cheval de Raoh dans le manga Hokuto no Ken.
En 1985, le III Corps de l'armée américaine a adopté le Death Dealer comme  mascotte. En septembre 2009, une statue de métal grandeur nature a été érigée dans le camp de Fort Hood au Texas. 

## Romans
James Silke a écrit quatre romans autour du Death Dealer publié par Tor à partir de 1988, édités en France par Panini, dans la collection Éclipse.
1. Le Heaume maudit, 2012 ((en) Prisoner of the Horned Helmet, 1988)
2. Les Seigneurs de la ruine, 2012 ((en) Lords of Destruction, 1989)
3. Dans les griffes du mal, 2012 ((en) Tooth and Claw, 1989)
4. Les Assassins de l'ombre, 2013 ((en) Plague of Knives, 1990)

## Comics
Il existe deux mini-séries ayant pour sujet ou héros le Death Dealer.
La première série Death Dealer sors en 1995 chez Verotik. Le scénario est de Glenn Danzig et l'illustration de Simon Bisley pour le premier, puis Liam Sharp et enfin Arthur Suydam pour le quatrième. Les couvertures sont peintes par Frazetta.
La seconde Frank Frazetta's Death Dealer parait en 2007 chez Image Comics. Elle est découpée en 6 parties, dessinés par Nat Jones, colorisé par Jay Fotos, et Joshua Ortega pour le scénario.
La troisième Frank Frazetta's Death Dealer parait en 2022 chez Opus Comics.